# یواس‌اس جی-۳ (اس‌اس-۳۱)
یواس‌اس جی-۳ (اس‌اس-۳۱) (به انگلیسی: USS G-3 (SS-31)) یک زیردریایی بود که طول آن ۱۵۷ فوت ۶ اینچ (۴۸٫۰۱ متر) بود. این زیردریایی در سال ۱۹۱۳ ساخته شد.